# Coelopogon
Coelopogon — рід грибів родини Parmeliaceae. Назва вперше опублікована 1991 року.

## Класифікація
До роду Coelopogon відносять 2 види:
- Coelopogon abraxas
- Coelopogon epiphorellus